# Myrmeleon vittatus
Myrmeleon vittatus là một loài côn trùng trong họ Myrmeleontidae thuộc bộ Neuroptera. Loài này được Olivier miêu tả năm 1811.